# Hnaef
Hnæf Hocingum (zoon van Hoc) is een prins genoemd in de Oud Engelse gedichten Beowulf , het Finnburgfragment en de Widsith. Volgens de lijst met stammen in de Widsith uit de 10de eeuw regeerde Hnæfs vader de Hocings. Daar heet Hoc Hoc Healfdene, wat suggereert dat Hnæf voor een deel van Deens afkomst is.
Volgens het verhaal was Hnæf de broer van Hildeburh en zwager van de Friese koning Finn. Hij werd gedood tijdens een Deense expeditie door Fries gebied.
Hoc kan identiek zijn aan Haki genoemd in de Ynglinga Saga door Snorri Sturluson. Deze Haki overwon het koninkrijk van Uppsala en regeerde daar tien jaar voordat hij door koning Jorund werd verjaagd.
Het vader-zoon tweetal Hoc en Hnæf wordt ook geassocieerd met de historische Alamanni-edelen Huoching († 744) en Hnabi († 788) de stichter van de Ahalolfings
, uit het Nibelungenlied, een Duits heldenepos uit de 13e eeuw. Maar dan kan Hengest (5e eeuw), als aanvoerder van de Juten niet Hnaefs kapitein zijn geweest, die de slag bij Finnsburg overleefde, zoals beschreven wordt in Beowulf. Ook Hnaefs zwager Finn zou in de 5e eeuw geleefd hebben.